# حشره‌خوار تور
 حشره‌خوار تور (نام علمی: Scutisorex thori) نام یک گونه از زیرخانواده حشره‌خوار دندان‌سفید است.